# 어니시 차건티
어니시 차건티(영어: Aneesh Chaganty, 1991년 1월 30일 ~ )는 인도계 미국인 영화 감독, 영화 각본가이다. 2018년 영화 《서치》를 통해 장편 데뷔하였다.

## 작품 목록
- Alibi (2011, 단편)
- Monsters (2012, 단편)
- Microeconomics (2012, 단편)
- Adventure, Wisconsin (2012, 단편)
- Google Glass: Seeds (2014, 단편)
- 서치 (2018)
- 런 (2020)